# Nicolae Ceaușescu
Nicolae Ceaușescu, född 26 januari 1918 i Scornicești i sydvästra Rumänien, död 25 december 1989 i Târgoviște, Rumänien (avrättad), var Rumäniens kommunistiske president i Rumäniens statsråd från 1965 till sin död 1989. Han var även landets statschef och diktator från 1967.

## Biografi

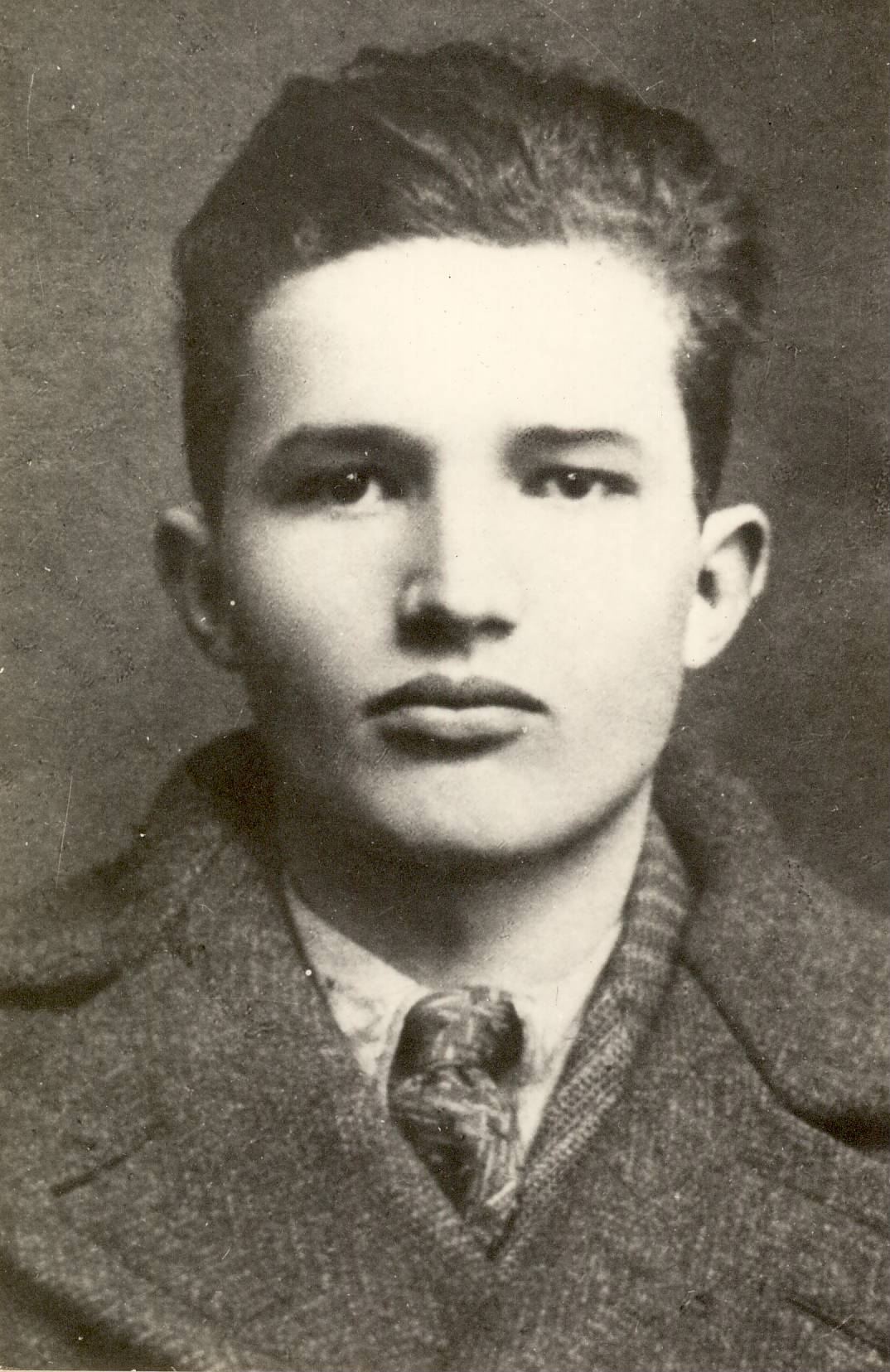
Nicolae Ceaușescu 18 år.

Nicolae Ceaușescu föddes i en enkel bondefamilj och hade nio syskon. Hans bror Ioan Ceaușescu utsågs senare till statssekreterare och hans bror Ilie Ceaușescu till ställföreträdande försvarsminister. Ceaușescu gick fyraårig grundskola i hembyn och bodde från elva års ålder i Bukarest hos sin syster och hennes man. Han gick i lära för att bli skomakare.

### Tidig karriär
Nicolae Ceaușescu gick med i det rumänska kommunistpartiet 1933. När Nazityskland invaderade Polen blev Rumänien allierat med tyskarna som en del av axelmakterna. De omkring 800 kommunisterna i Rumänien fängslades då i ett interneringsläger; Ceaușescu var nummer 111 på listan. Under sin vistelse i Târgu Jiu mötte han Gheorghe Gheorghiu-Dej 1943 och blev dennes protegé. År 1944 intog Sovjetunionen Rumänien och de rumänska kommunisterna släpptes fria och kort efter mördade Ceaușescu en motståndare.[källa behövs] År 1946 gifte han sig med Elena Ceaușescu och de fick tre barn: Valentin (född 1947), Zoia (1949–2006) och Nicu (1951–1996). Han var under en tid ordförande för kommunistpartiets ungdomsförbund för att sedan – efter det kommunistiska maktövertagandet 1947 – bli medlem av Gheorghiu-Dejs regering, först som jordbruksminister och senare som vice försvarsminister. 1952 inträdde han i centralkommittén och 1954 i politbyrån.

### Rumäniens diktator

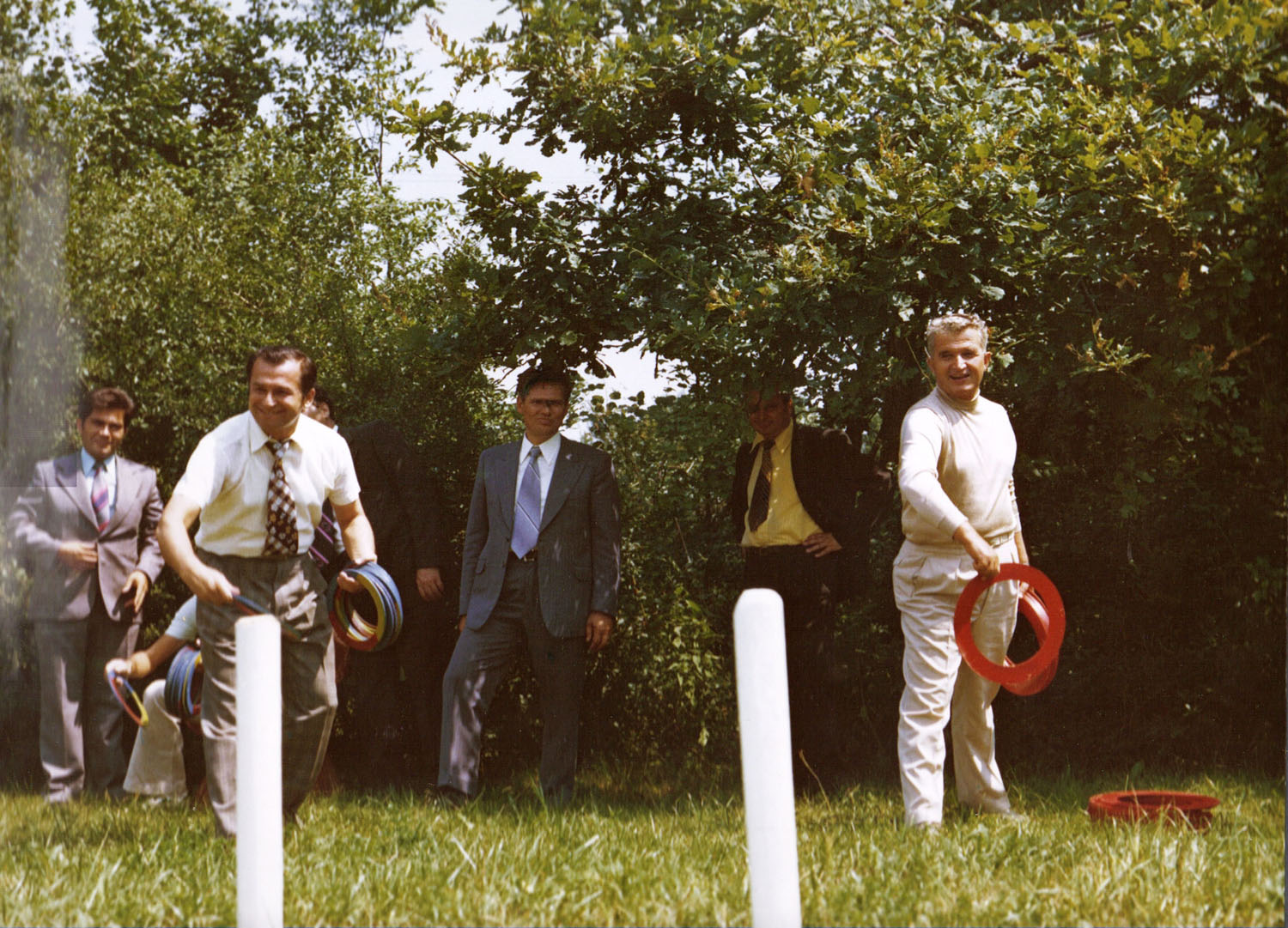
Ceaușescu (höger) roar sig i trädgården till ett av sina många residens tillsammans med senare presidenten Ion Iliescu. I bakgrunden livvakter från säkerhetspolisen Securitate.

Vid Gheorghiu-Dejs död 1965 blev Ceaușescu partiets generalsekreterare, och 1967 blev han president i Rumäniens statsråd. Utrikespolitiskt fortsatte han den av Gheorghiu-Dej inslagna vägen och drev en från Moskva oberoende utrikespolitik. Bland annat vägrade Rumänien sända trupper till Prag för att undertrycka Pragrevolten 1968. Hans tidvis hätska retorik mot regeringen i Sovjetunionen förde honom på kollisionskurs med såväl den sovjetiska regeringen som Bulgariens ledare Todor Zjivkov men gjorde honom populär hos de ledande västmakterna och möjliggjorde frikostiga lån, bistånd och politiskt stöd från USA och ett flertal övriga länder utanför östblocket. Rumänien var det första landet i Östblocket som upprättade diplomatiska kontakter med Västtyskland och det första att gå med i IMF och GATT. Rumänien kom senare överens om handelsavtal med EG. Rumänien var också det första östblockslandet att få besök av en amerikansk president när Richard Nixon besökte landet 1971. Ceaușescu gjorde statsbesök i bland annat USA, Frankrike, Storbritannien och Japan.
Inrikespolitiskt förde Ceaușescu en hårdför autokratisk linje och styrde landet genom den fruktade säkerhetspolisen Securitate.

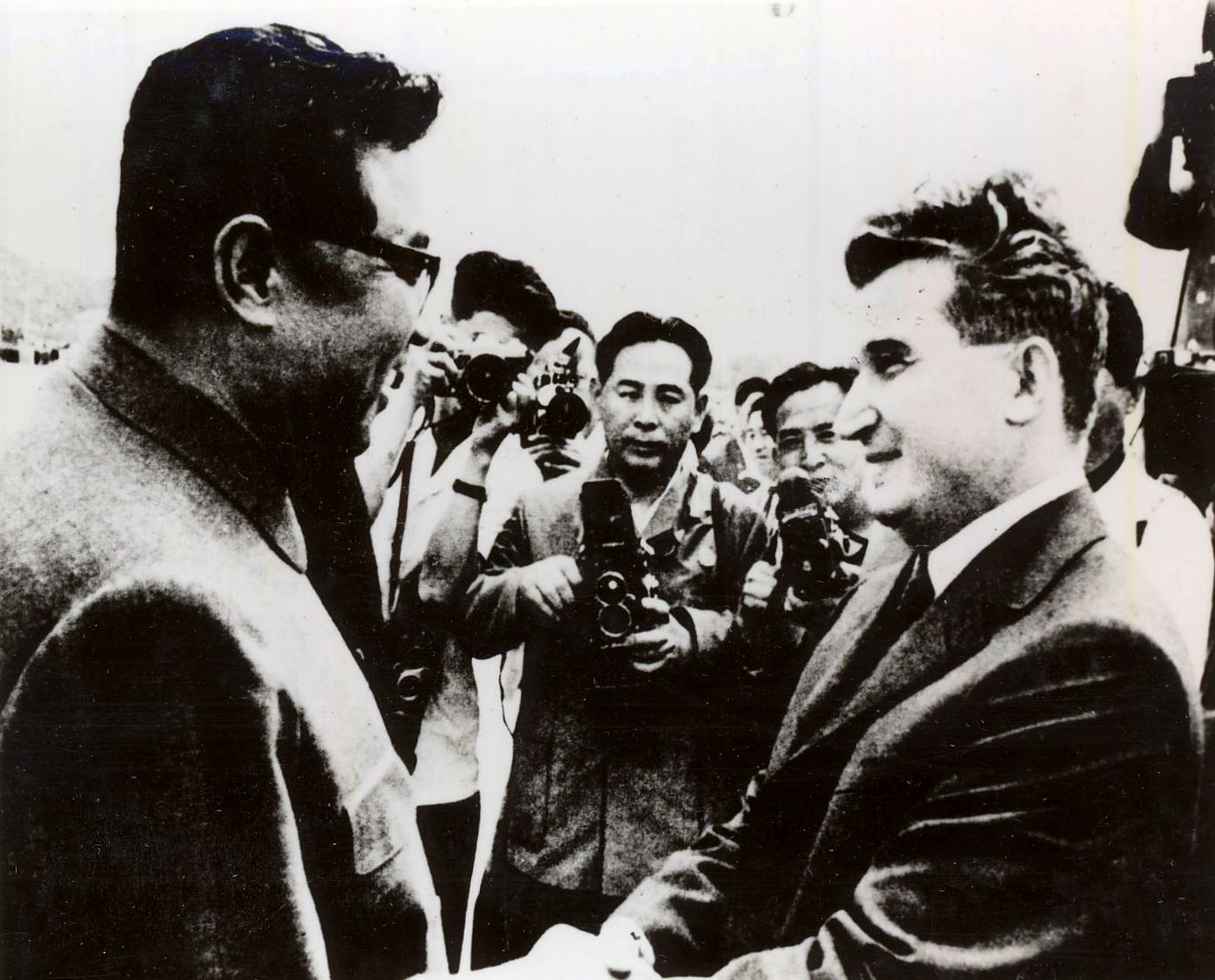
Ceaușescu med Kim Il-Sung i Pyongyang 1971.

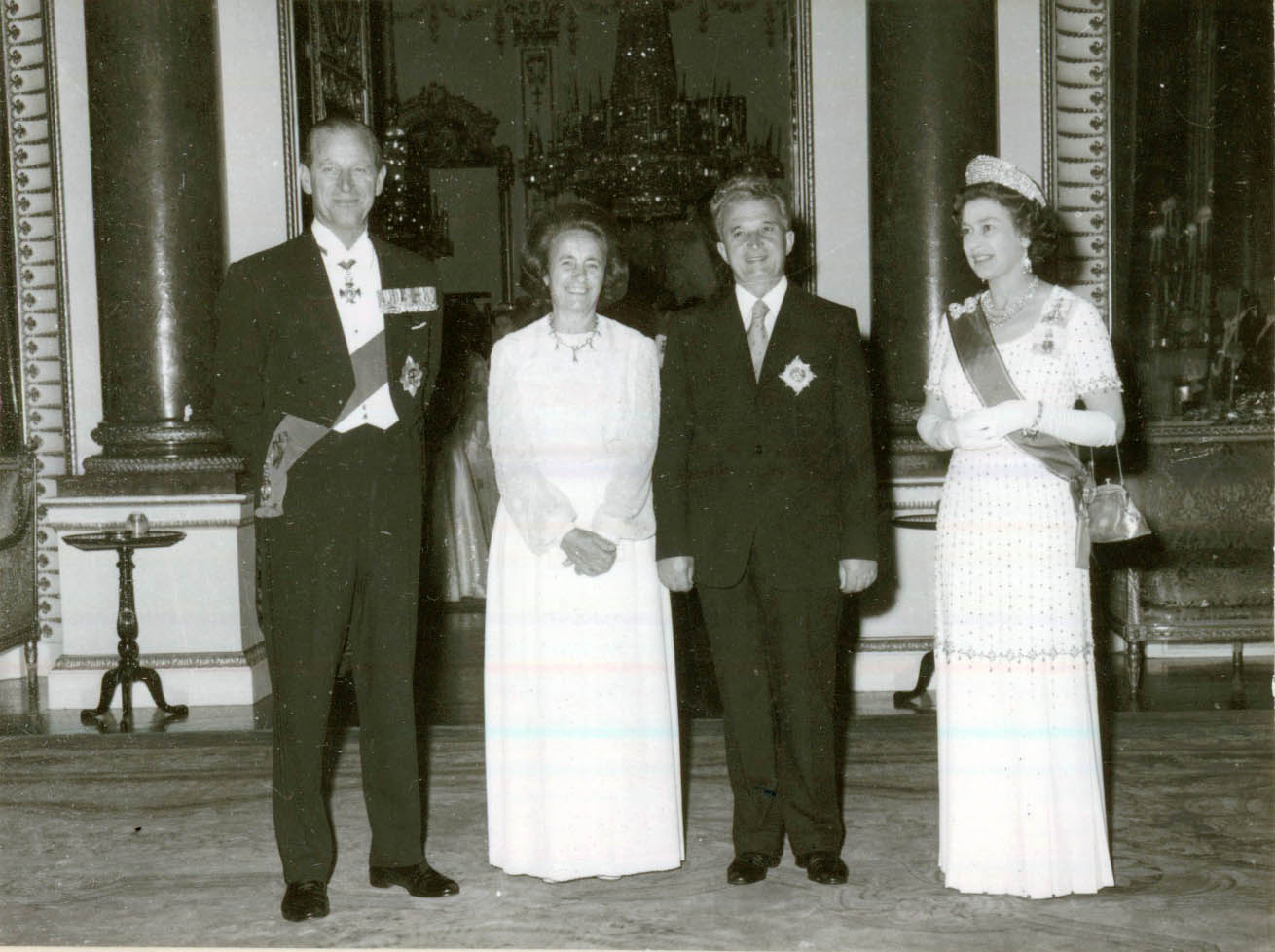
Ceaușescu vid besök 1978 i Storbritannien tillsammans med sin fru Elena (mitten). Drottning Elisabeth (längst till höger) och prins Philip (längst till vänster).

I avsevärt större mån än sina motsvarigheter i de övriga öststaterna byggde Ceaușescu upp en enorm personkult kring sig, vilken han krönte med den tidigare fascistiska titeln conducător, direkt inspirerad av personkulten kring Nordkoreas diktator Kim Il-Sung, som han träffat i Nordkorea 1971. Från resan, som även innefattade besök i Kina, Mongoliet och Nordvietnam, började han utifrån Juche att införa den nordkoreanska modellen för kommunismen i Rumänien och Juche översattes till rumänska. Ett bakslag för Ceaușescu-regimen blev Ion Mihai Pacepas avhopp till USA 1978, den mest betydande avhopparen från östblocket till väst.
Ceaușescu bedrev även en långtgående nepotism och lät bland annat utse sin hustru Elena Ceaușescu till vice regeringschef 1980. Samma år mottog Ceaușescu den svenska Serafimerorden i samband med statsbesök. Serafimerordens stormästare Carl XVI Gustaf beslutade dock att ej låta uppmåla ett serafimervapen åt Ceaușescu.

#### Stora projekt och kriser
Under 1970-talet hade regimen tagit stora lån från Världsbanken och Internationella valutafonden. På 1980-talet blev krisen total när Ceaușescu bestämde att utlandsskulden skulle vara återbetald 1990. Han verkställde elransonering och sålde betydande delar av jordbruksproduktionen utomlands, vilket ledde till livsmedelsbrist. Man införde köpstopp: ingenting fick importeras; behövdes en produkt från utlandet byggde man upp en fabrik i Rumänien och tillverkade den själv.
Ett annat storprojekt var att riva över 7 000 byar och tvångsförflytta befolkningen till nybyggda bostadshus, en process som aldrig fullbordades efter en ekonomisk kris i samband med att de enorma utlandslånen skulle återbetalas. Med start 1984 inleddes rivningar av 50 000 bostäder i Bukarest i syfte att bereda plats för ett nytt stadscentrum tänkt att efterlikna Nordkoreas huvudstad Pyongyang, inklusive ett flärdfullt presidentpalats, Casa Republicii. Projektet var till största delen ofullbordat vid hans död 1989 och fullbordades först 1994.

#### Censur
Yttrandefriheten var ända till slutet starkt begränsad, till exempel krävde innehav av skrivmaskin statligt tillstånd. Motstånd mot regimen genererade hårda fängelsestraff, tortyr eller avrättning. I landets omkring 400 fängelser hade nästan två miljoner rumäner fängslats under olika perioder. Säkerhetspolisen Securitate avlyssnade, förföljde och kontrollerade medborgarna.
Medan Ceaușescu levde i en för det kommunistiska Östeuropa luxuös tillvaro tillsammans med sin familj hade en stor del av befolkningen en svårare tillvaro. Han åtnjöt inledningsvis popularitet för sin förmåga att hävda landets självständighet men kom snart att bedriva en massiv förföljelse av dissidenter och minoriteter genom ett nätverk av angivare och en massiv censur.

#### Familjepolitik

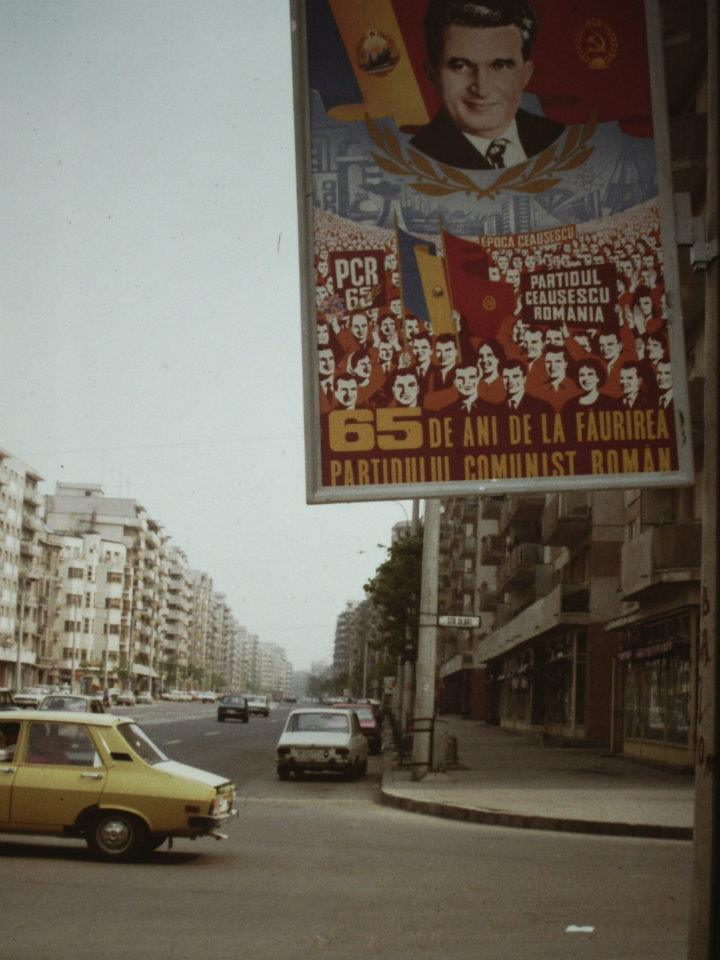
Plakat för firande av det rumänska kommunistpartiets 65-årsdag i Bukarest, omkring 1 maj 1986. Personkulten var en ständigt integrerad del i den statliga propagandan och tilltog med allt högre intensitet till regimens fall i december 1989.

Ceaușescu ville ha ett starkt Rumänien, det vill säga en stor folkmängd, och han började bedriva sin egen familjepolitik. Abort förbjöds och för att få tillgång till preventivmedel måste kvinnan i fråga redan fött fem barn. Familjer med färre än fem barn bestraffades med höga skatter. Uppemot 100 000 barn upp till 18 år har växt upp på institutioner i olika perioder under Ceaușescu tid vid makten. Barn med missbildningar och sjukdomar skulle ”glömmas bort”. På grund av näringsbrist gavs blodtransfusioner och under 1980-talet smittades många barn av hiv då man använde okontrollerat blod.

### Ceaușescus fall
I likhet med många andra länder i Östeuropa revolterade befolkningen i december 1989 mot sin regering i samband med kalla krigets slut och Berlinmurens fall, men i Rumänien tog omvälvningarna en betydligt blodigare väg än i övriga öststater. Den utlösande faktorn var en order att beskjuta obeväpnade demonstranter som protesterade mot regimens minoritetspolitik i staden Timișoara 16 december 1989.
Den 17 december lämnade Ceaușescu sitt land för ett statsbesök i Iran och instruerade sina underordnade att krossa allt motstånd. Sedan han återkommit gjorde Ceaușescu den 20 december 1989 ett TV-framträdande i syfte att samla stöd för det socialistiska styret.
Missnöjet lät sig emellertid inte tyglas, och dagen efter höll han ett massmöte ansikte mot ansikte med folket vid centralkommitténs byggnad där han fördömde protesterna i Timișoara. Han blev utbuad från balkongen och drog sig tillbaka in i byggnaden medan folkmassan började ropa antikommunistiska slagord. Folkmassan blev senare beskjuten av militären med döda och skadade som följd.
Dagen efter tidigt på morgonen den 22 december började folkmassan bekämpa Securitatestyrkorna med våld och vid middagstid stormades centralkommitténs byggnad av den ilskna folkmassan med syfte att avsätta Ceaușescu. Demonstranter var hack i häl på Ceaușescu som mer eller mindre jagades upp på hustaket och flydde med helikopter klockan 12.09. Hundratusen människor omkring byggnaden såg Ceaușescus helikopter lyfta och applåder och segerjubel hördes överallt. En nödregering av Ceaușescufientliga kommunister tillsattes, och sedan militären skuggat presidentparets helikopter tvingades de att landa i Târgoviște där de fängslades av upproriska arméförband.
Paret Ceaușescu anklagades för bland annat folkmord och korruption på hög nivå och dömdes i en summarisk rättegång till döden och avrättades genom arkebusering den 25 december 1989. Avrättningarna dokumenterades på plats av ett filmteam; filmavsnitt visande parets döda kroppar sändes även i utländska medier, bland annat i Sveriges Television. Kvar på Ceaușescus sida efter döden stod Securitate, och tidvis blodiga strider fortsatte i ytterligare dagar. Omkring 950 demonstranter miste livet i protester som senare kom att kallas den rumänska revolutionen.

### Efterspel
Ceaușescus familj har efter Nicolae och Elena Ceaușescus död kämpat för att få gräva upp gravarna och säkerställa identiteterna på de kvarlevor som grävdes ner i gravarna i slutet av december 1989. I juni 2008 vann familjen Ceaușescu den rättstvist som pågått under ett flertal år och tilläts gräva upp kvarlevorna för att låta undersöka deras dna. Den 21 juli 2010 grävdes kvarlevorna upp och prover togs från dem. När provtagningen avslutats begravdes de åter. Man kunde sedermera konstatera att kvarlevorna verkligen tillhör Nicolae och Elena Ceaușescu.